# Ray Nkonyeni
Ray Nkonyeni es un municipio local sudafricano situado en el distrito de Ugu, en la provincia de KwaZulu-Natal.

## Superficie
Ray Nkonyeni tiene una superficie de 1487 km².

## Demografía
En 2022, tenía 362 134 habitantes, una densidad poblacional de 243,5 hab./km², y 87 632 viviendas.